# Раздольный (Брюховецкий район)
Раздо́льный — посёлок в Брюховецком районе Краснодарского края.
Входит в состав Чепигинского сельского поселения.

## География
Посёлок расположен на берегу Лебяжьего лимана.

## Население
| 2002 | 2010 |
| ---- | ---- |
| 388  | ↗458 |

## Улицы
| - ул. Гагарина, - ул. Западная, - ул. Красная, - ул. Ленина, | - ул. Молодёжная, - ул. Набережная, - ул. Центральная. |